# Turlupinade

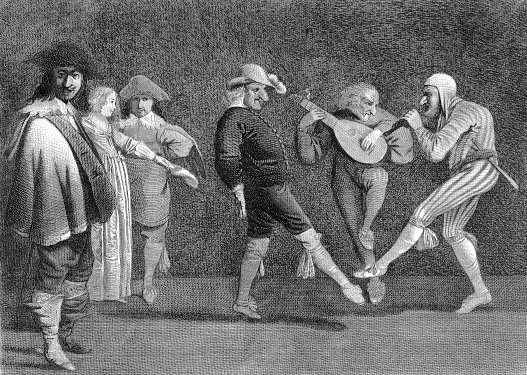
Turlupinade
Gaultier-Garguille, Gros-Guillaume et Turlupin.
Lithographie parue dans L'Artiste en 1856.

Une turlupinade était une farce grossière jouée par les trois acteurs Turlupin, Gros-Guillaume et Gaultier-Garguille.
Turlupin, Gros-Guillaume et Gauthier-Garguille étaient trois joyeux compagnons qui jouaient ensemble avant d’appartenir à la troupe de l’Hôtel de Bourgogne, et qu’ils continuèrent de représenter entre eux lorsqu’ils eurent été incorporés à celle-ci. Léris rapporte que leur incorporation eut lieu lorsque « Gauthier-Garguille, Gros-Guillaume et Turlupin, garçons-boulangers du faubourg Saint-Laurent à Paris, sans étude, mais avec de l’esprit ils étaient amis, et s’étant mis en tête de faire la comédie, ils composèrent des pièces ou des fragments comiques qui furent nommées depuis turlupinades : ils prirent des habits convenables aux caractères où ils s’étaient destinés. Ils louèrent le petit jeu de paulme, qui existe encore à la porte Saint-Jacques : ils avaient un théâtre portatif, et des toiles pour leur servir de décorations. Ils jouaient depuis une heure jusqu’à deux, surtout pour les écoliers, et le jeu recommençait le soir; le prix du spectacle était de deux sols six deniers par tête. »
Les comédiens de l’Hôtel de Bourgogne s’étant plaint au cardinal de Richelieu que trois bateleurs entreprenaient sur leurs droits, le cardinal voulut juger de ce différend pas ses yeux. Ils furent mandés au Palais-Royal, où ils reçurent ordre de jouer dans une alcôve. Ils se surpassèrent dans la scène de Gros-Guillaume en femme, fondant en larmes pour apaiser la colère de Turlupin son mari, qui, le sabre à la main, menaçait à chaque instant de lui couper la tête sans vouloir l’écouter ; scène d’une heure entière, dans laquelle cette femme, tantôt debout, tantôt à genoux, lui disait mille choses touchantes, et tentait tous les moyens de l’attendrir. Au contraire le mari redoublait ses menaces. — « Vous êtes une masque, lui disait-il, je n’ai point de compte à vous rendre, il faut que je vous tue. — Eh ! mon cher mari, reprit-elle, je vous on conjure par cette soupe aux choux que je vous fis hier manger, et que vous trouvâtes si bonne. « À ces mots, le mari se rend, et le sabre lui tombant des mains : — « Ah ! la carogne, dit-il, elle m’a pris par mon faible, la graisse m’en fige encore sur le cœur » etc.
Ce spectacle, tel qu’on peut se le figurer, plut au cardinal. Il fit venir les comédiens, et leur reprochant qu’on sortait toujours triste de la représentation de leurs pièces, il leur ordonna de s’associer ces trois acteurs comiques.
Par la suite, on finit par donner le nom de turlupinades à certaines charges un peu forcées, à certains lazzis d’un bas comique, auxquels se livraient des acteurs plus soucieux d’exciter le rire d’une façon même grossière que de faire preuve de bon goût, et qui rappelaient le jeu burlesque de Turlupin et de ses compagnons.

## Source bibliographique
- Arthur Pougin, Dictionnaire historique et pittoresque du théâtre et des arts qui s’y rattachent, Paris, Firmin-Didot, 1885, p. 750-1.